# Kuixketbaix
Kuixketbaix - Кушкетбаш (rus) - és un poble de la República del Tatarstan, a Rússia. El 2010 tenia 461 habitants.